# Форт Мајерс (Флорида)
Форт Мајерс (енгл. Fort Myers) град је у америчкој савезној држави Флорида. По попису становништва из 2010. у њему је живело 62.298 становника.

## Демографија
Према попису становништва из 2010. у граду је живело 62.298 становника, што је 14.090 (29,2%) становника више него 2000. године.
| Група             | 2000.          | 2010.          |
| Белци             | 23.700 (49,2%) | 27.786 (44,6%) |
| Афроамериканци    | 16.095 (33,4%) | 20.138 (32,3%) |
| Азијати           | 471 (1,0%)     | 975 (1,6%)     |
| Хиспаноамериканци | 6.984 (14,5%)  | 12.438 (20,0%) |
| Укупно            | 48.208         | 62.298         |